# Foreningen Svensk Elitfotboll
La Foreningen Svensk Elitfotboll è la lega calcistica professionistica svedese, ed è affiliata a European Leagues. Ha sede a Stoccolma.

## La lega
La lega fu fondata nel 1928 per tutelare gli interessi dei grandi club del paese, all’epoca in pessimi rapporti con la Federazione. Attualmente organizza i due massimi campionati, la Allsvenskan e la Superettan, per un totale di 32 squadre.